# Wilhelmine von Hillern

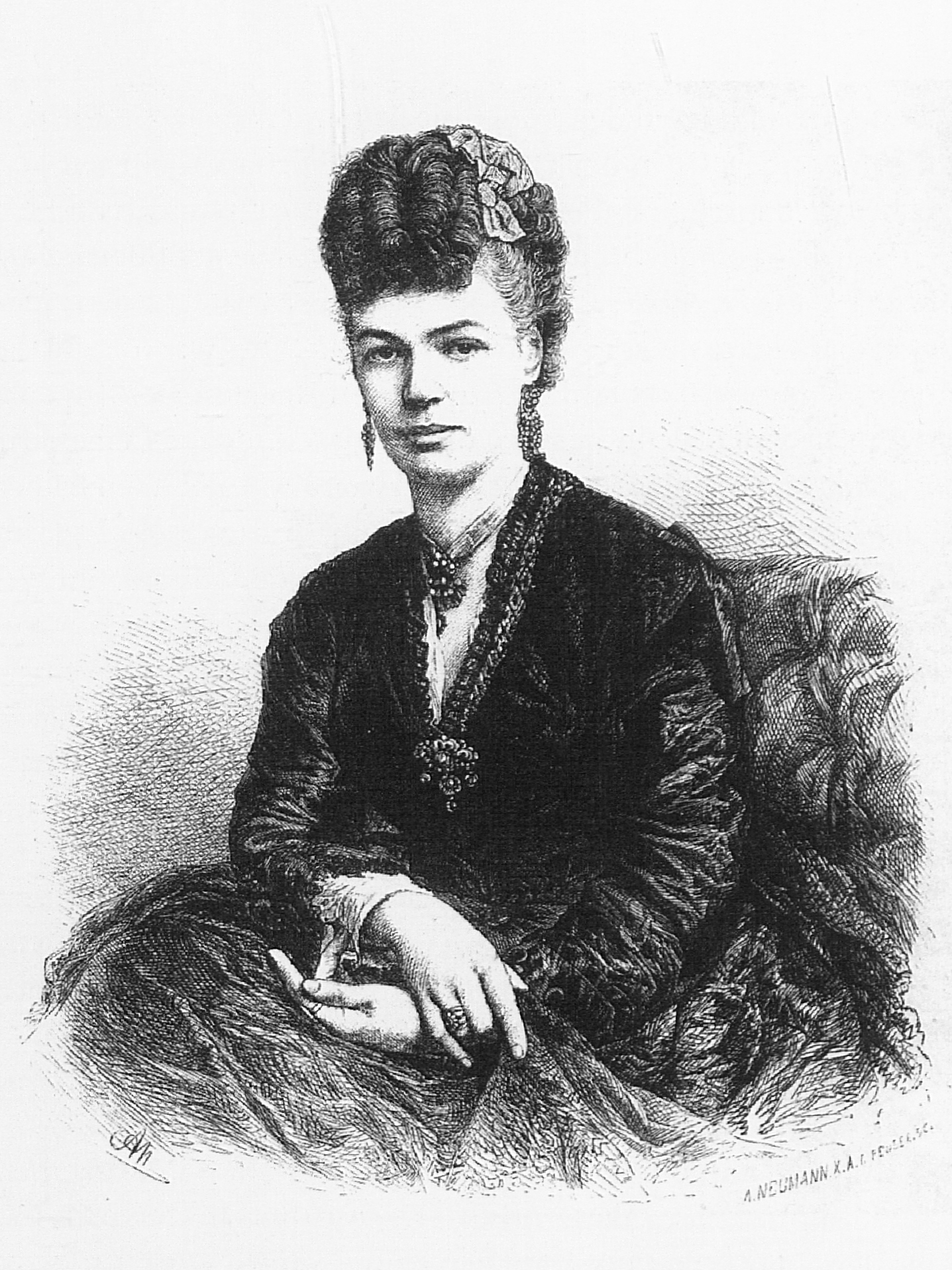
Wilhelmine von Hillern als junge Frau (Friedrich Gustav Adolf Neumann)

Wilhelmine von Hillern, geb. Wilhelmine Birch (* 11. März 1836 in München; † 25. Dezember 1916 in Hohenaschau bei Prien) war eine deutsche Schriftstellerin, deren erfolgreichstes Werk Die Geier-Wally bis heute vielfach verfilmt wurde. Wilhelmine von Hillern war vor ihrer Heirat unter ihrem Geburtsnamen Wilhelmine Birch auch als Schauspielerin erfolgreich.

## Leben

### Frühe Jahre als Schauspielerin
Wilhelmine wurde als einziges Kind der Schauspielerin und Schriftstellerin Charlotte Birch-Pfeiffer und des Schriftstellers, Dramaturgen und Theaterkritikers Andreas Christian Birch geboren. Sie erhielt eine sorgfältige Ausbildung durch Hauslehrer. Ihr Vater unterrichtete sie in Sprachen, Musik und Literatur. Die Idole ihrer Kindheit und Jugend, die sie teilweise selbst im Hause ihrer Eltern kennenlernte, waren unter anderem Helene von Hülsen, Gustav Heinrich Gans Edler Herr zu Putlitz, Julius Rodenberg, Gustav Freytag, Friedrich von Flotow und Jenny Lind, die ihr nach eigener Aussage im Jahr 1905 „stets das höchste weibliche Ideal bleiben wird“. Mit dem Schriftsteller Felix Dahn war sie eng befreundet.

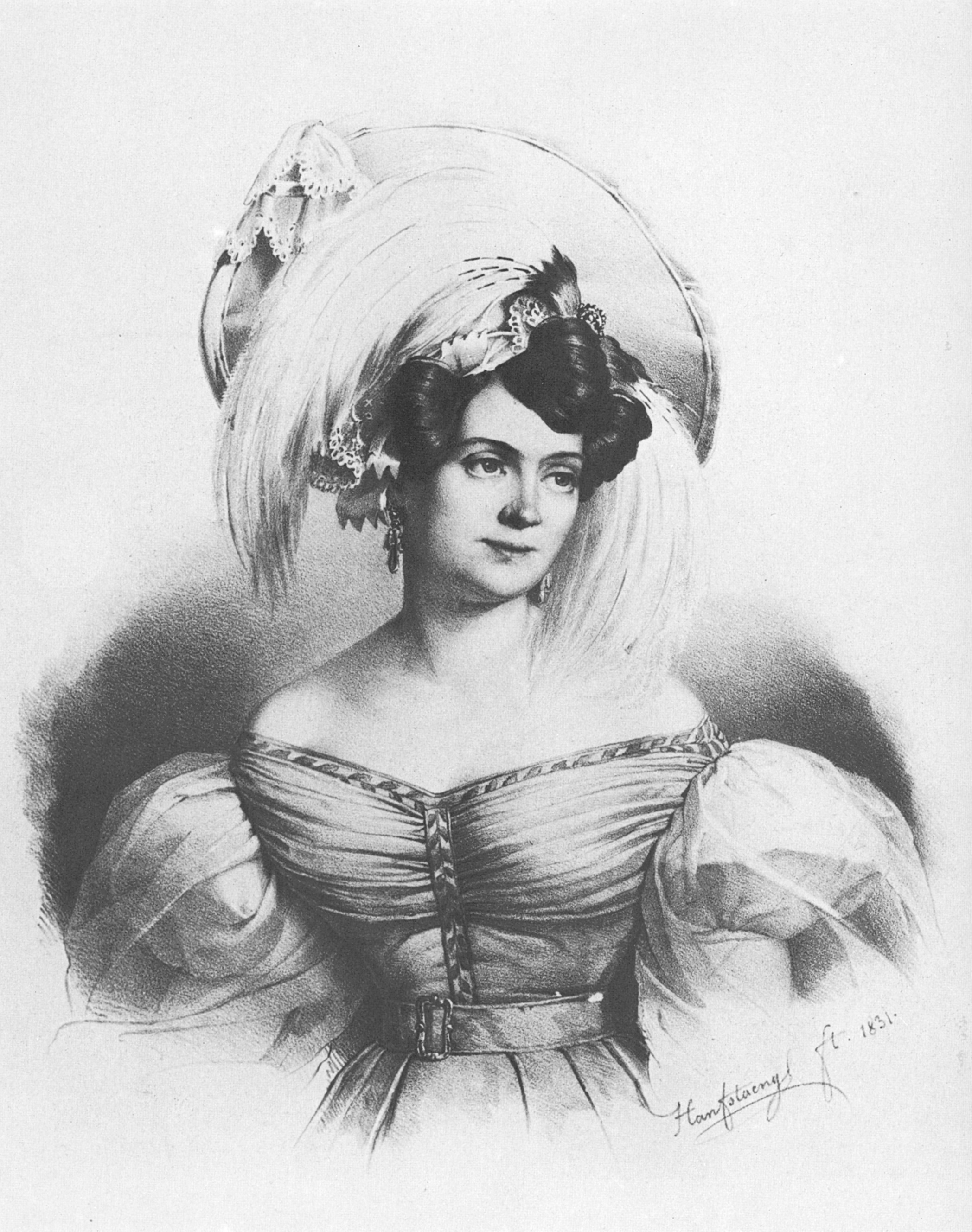
Die Mutter Charlotte Birch-Pfeiffer 1831

Wilhelmine von Hillern durfte erst mit 12 Jahren zum ersten Mal das Theater besuchen. Sie entschloss sich, vom Spiel Bogumil Dawisons und Rachels begeistert, gegen den Willen ihrer Mutter, selbst Schauspielerin zu werden. Unter dem Protektorat ihrer Freundin Alexandrine von Baden begann sie ihre Laufbahn am Gothaer Hoftheater 1853 in der Rolle der Julia. In den folgenden Jahren führten sie Gastspiele unter anderem an Hoftheater in Braunschweig, Karlsruhe, Berlin und an Stadttheater in Hamburg und Frankfurt am Main. In Mannheim erhielt sie 1856 ein Engagement am Hof- und Nationaltheater, wurde also Großherzoglich Badische Hof- und Nationalschauspielerin, und trat unter anderem in der Uraufführung des dramatischen Gedichts Die Huldigung des Landes von Hermann von Hillern aus Karlsruhe auf. Sie begann eine heimliche Liebesbeziehung mit ihm und stand „schon im Begriffe […] eine deutsche Rachel zu werden“, als sie von Hermann von Hillern schwanger wurde.
Im Jahr 1857 heiratete sie den badischen Hofgerichtsrat und späteren Präsidenten des Landgerichts Freiburg Hermann von Hillern und beendete ihre Bühnenlaufbahn. Der von Wilhelmine bald nach der Heirat geborene Sohn, dessen uneheliche Zeugung nach damaligen Maßstäben skandalös war und daher verschleiert werden sollte, starb 13 Tage nach der Geburt. Gerüchte, er sei an gezielter Unterernährung verstorben, führten zur zwangsweisen Versetzung Hermann von Hillerns nach Freiburg im Breisgau. Aus der Ehe stammen drei Töchter, von denen die 1859 geborene Hermine Diemer ebenfalls Schriftstellerin wurde und mit dem Maler Michael Zeno Diemer verheiratet war; deren Sohn war der Pilot Franz Zeno Diemer.
Im Jahr 1865 veröffentlichte Wilhelmine von Hillern ihren ersten Roman Doppelleben, der wie auch die folgende Veröffentlichung Ein Arzt der Seele (1869) vom Publikum positiv aufgenommen wurde. Ihr Roman Aus eigener Kraft wurde 1870 in die populäre Zeitschrift Die Gartenlaube aufgenommen und erschien 1872 in Buchform.

### Die Geier-Wally(1875)

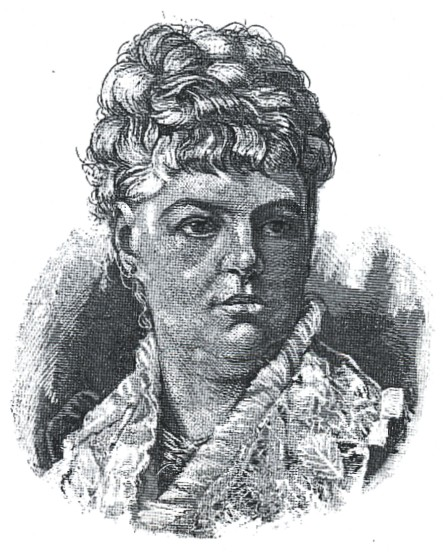
Wilhelmine von Hillern um 1885

Wilhelmine von Hillerns größter Erfolg wurde 1875 ihr Roman Die Geier-Wally, der von einer Anekdote aus der Jugend der Anna Stainer-Knittel ausgeht, die Wilhelmine von Hillern 1870 in Innsbruck kennengelernt hatte. Mit 17 Jahren hatte Anna Stainer-Knittel an einem Seil hängend einen Adlerhorst an einer Felswand ausgenommen, was zum Schutz von Schafherden zwar üblich, jedoch eine Arbeit der Männer war. Wilhelmine von Hillern schuf aus dem tatsächlichen Ereignis einen dramatischen Heimatroman, in der die weibliche Hauptfigur Walburga sich den Konventionen der Weiblichkeit verweigert und als Wildfang in raue Natur verstoßen ihre Jugend verlebt.
Der Roman wurde schon kurz nach Erscheinen in Buchform in acht Sprachen übersetzt und war nach dem Deutsch-Französischen Krieg (1870/71) der erste deutsche Roman, der in Frankreich in der Revue des Deux Mondes im Auszug und später bei Hachette übersetzt erschien (unter dem Titel La fille au Vautour). Wilhelmine von Hillern schrieb nach ihrem Roman 1880 ein gleichnamiges Theaterstück, das ab 1881 an zahlreichen deutschen Bühnen aufgeführt wurde. Im 20. Jahrhundert wurde der Stoff auf der Grundlage Wilhelmine von Hillerns Romans zudem mehrfach verfilmt. Wilhelmine von Hillern schätzte im Rückblick ihren Roman Die Geier-Wally als eher mittelmäßig im Vergleich zu ihren späteren Werken ein, die sie als „tiefere und psychologisch durchgearbeitetere Probleme“ empfand, die „nicht mit dem Impuls jugendlicher Schaffensfreude verglichen werden können“.

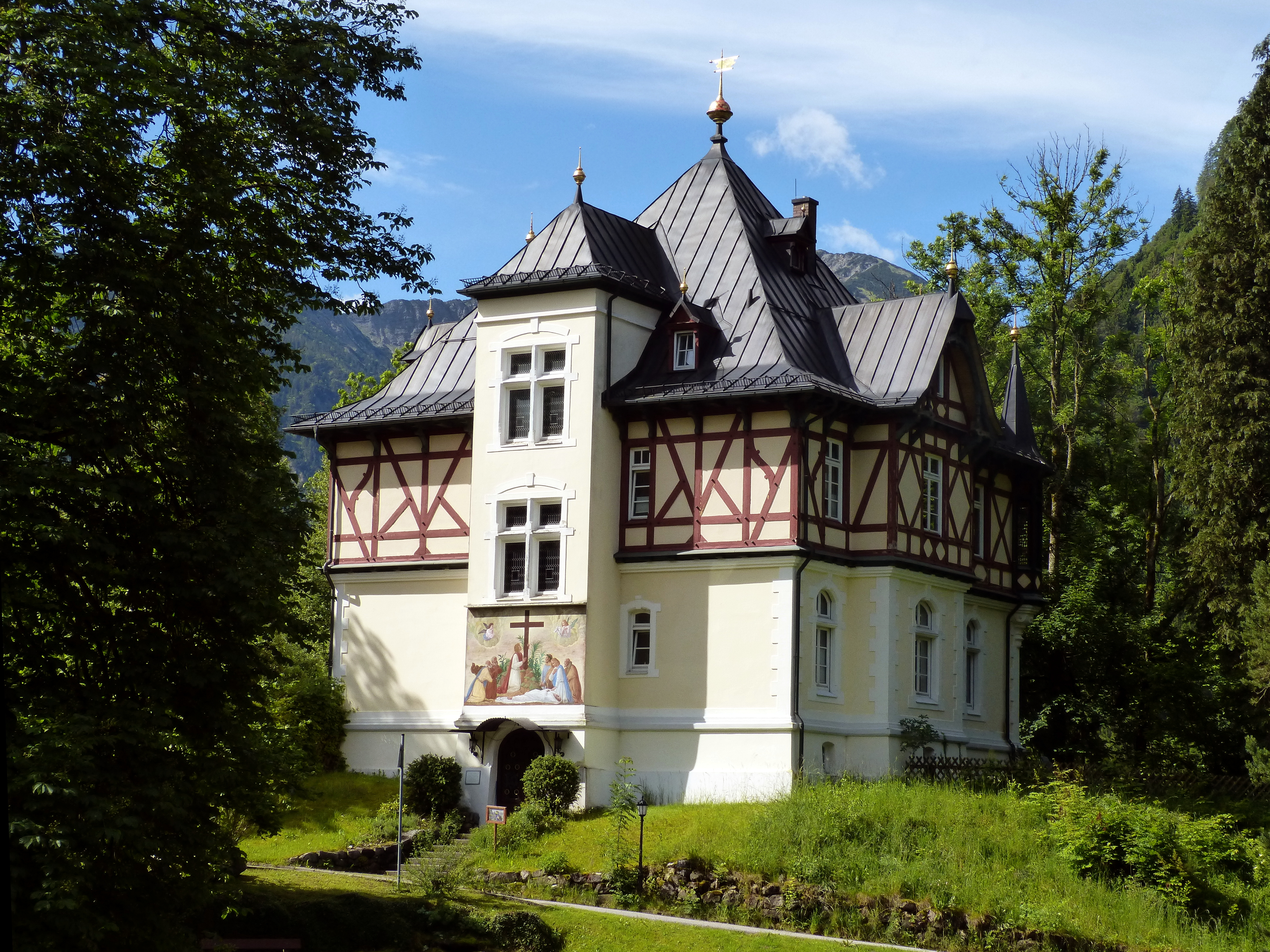
Das Hillern-Schlößl in Oberammergau

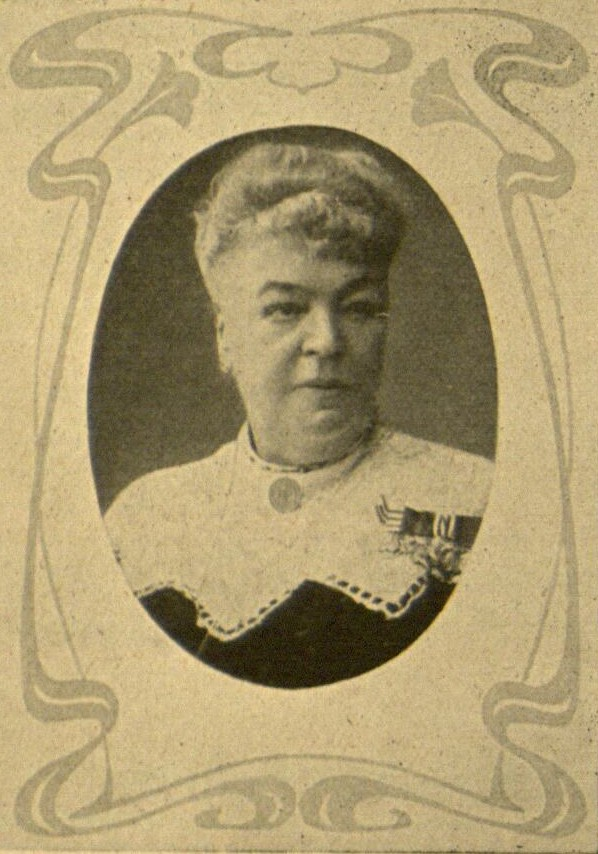
Wilhelmine von Hillern um 1905

### Die Oberammergauer Jahre 1883–1911 und ihr Tod 1916
Kurz nach der Veröffentlichung der Geier-Wally unterbrach Wilhelmine von Hillern ihr Schreiben. Sie pflegte ihren schwerkranken Mann, der 1882 verstarb. Sie zog 1883 nach Oberammergau zu Hermine Diemer, bewegte sich in höchsten Adelskreisen und ließ sich das sogenannte Hillern-Schlößl erbauen. Mit Alfredo Catalani arbeitete sie am Libretto der Oper La Wally, die 1892 in Mailand uraufgeführt wurde. Ihr letztes Werk Ein Sklave der Freiheit entstand 1903. Ein Jahr später trat sie im Kloster Ettal zum katholischen Glauben über. Das Hillern-Schlößl verkaufte sie 1910 und zog 1911 nach Hohenaschau bei Prien, wo sie 1916 verstarb. Sie fand ihre letzte Ruhe auf dem Pfarrfriedhof in Oberammergau.

## Literarische Entwicklung, Stil und Bedeutung
Die zeitigen Werke Wilhelmine von Hillerns sind Unterhaltungsromane und Theaterstücke des Biedermeiers. Um 1900 wandte sich ihr Schreiben eher dem Heimat- und Bergroman zu, bei dem sich Wilhelmine von Hillern unter anderem von Werken Felix Dahns und Berthold Auerbachs beeinflussen ließ. Nach 1900 weisen ihre Werke zudem deutlich religiöse Bezüge auf.

„Die Sprache ihrer Romane hat einen Hang zu starken Effekten und zur Dramatik; es gelingt ihr aber selten, über Klischeevorstellungen hinauszukommen. Der Mythos von Blut und Boden durchzieht das Geschehen.“

Zu ihrer Zeit waren auch ihre Lustspiele große Publikumserfolge. Ein Autographensammler und Die Augen der Liebe erlebten vor allem an den Hoftheatern in Dresden und Berlin mehrere hundert Vorstellungen.
Wenn überall im Deutschen Reich mitleidig-bedauernd auf Ostpreußen herabgeschaut werde, so lag dies für Fritz Milkau vor allem an den entstellenden Äußerungen über Masuren in Wilhelmine von Hillerns Roman „Aus eigener Kraft“.

## Werke

### Romane
- Doppelleben. Roman in zwei Bänden. Janke, Berlin 1865. (Digitalisat Band 1), (Band 2)
- Ein Arzt der Seele. Roman in 4 Bänden. Janke, Berlin 1869. (Digitalisat Band 1), (Band 2), (Band 3), (Band 4)
- Aus eigener Kraft. Keil, Leipzig 1873. (Digitalisat Band 1), (Band 2). Neuauflage Hofenberg, Berlin 2022, ISBN 978-3-7437-4557-5.
- Die Geier-Wally. Eine Geschichte aus den Tyroler Alpen Paetel, Berlin 1875. (Digitalisat Band 1), (Band 2). Neuauflage Hofenberg, Berlin 2016, ISBN 978-3-86199-202-8.
- Ernestine. 1879. Englische Übersetzung, Thos de la Rue & Co, London 1879. (Digitalisat Band 1), (Band 2)
- Jugendträume. (1881)[13]
- Aus eigener Kraft. Roman in 2 Bänden. Keil, Leipzig 1873. (Digitalisat, 4. Aufl. Band 1), (Band 2)
- Am Kreuz. Ein Passionsroman aus Oberammergau. Union Deutsche Verlagsgesellschaft, Stuttgart 1890. (Digitalisat Band 1), (Band 2). Neuauflage Hofenberg, Berlin 2022, ISBN 978-3-7437-4552-0.
- Ein alter Streit. Roman aus dem bayerischen Volksleben der sechziger Jahre. Cotta, Stuttgart 1898. (Digitalisat)
- Der Gewaltigste. Cotta, Stuttgart/Berlin 1901.
- Ein Sklave der Freiheit. Roman in 6 Büchern. Cotta, Stuttgart/Berlin 1903.

### Novellen und Erzählungen
- Höher als die Kirche. Eine Geschichte aus alter Zeit. Paetel, Berlin 1877. (Digitalisat)
- Und sie kommt doch! Erzählung aus einem Alpenkloster des dreizehnten Jahrhunderts. Paetel, Berlin 1879. (Digitalisat)
- Der Skalde. Ein episches Gedicht. Duncker, Berlin 1882.
- Die Friedhofsblume. Novelle. Paetel, Berlin 1883. (Digitale Neuausgabe 2018). Neuauflage Hofenberg, Berlin 2022, ISBN 978-3-7437-4279-6.
- Höher als die Kirche. Eine Erzählung aus alter Zeit. Paetel, Berlin 1877. (Digitalisat)
- ‘S Reis am Weg. Eine Geschichte aus dem Isarwinkel. Cotta, Stuttgart 1897.

### Theaterstücke
- Ein Autographensammler. Charakterbild in einem Akt. Bittner, Berlin 1868. (Digitalisat)
- Guten Abend. Dramatischer Scherz in einem Akt. Reclam, Leipzig 1865. (Digitalisat)
- Die Augen der Liebe. Lustspiel in 3 Aufzügen. Reclam, Leipzig 1878. (Digitalisat)
- Die Geier-Wally. Schauspiel in fünf Akten und einem Vorspiel "Die Klötze von Rofen". 1880. (Digitalisat Bühnenmanuskript)
- La Wally (Oper, 1892 uraufgeführt)